# Arteria palatina mayor
La arteria palatina mayor (TA: arteria palatina major) es una arteria que se origina en la arteria palatina superior o descendente. No presenta ramas.

## Distribución
Se distribuye hacia el paladar duro.